# 乔萨斯德卡纳莱斯
乔萨斯德卡纳莱斯，是西班牙卡斯蒂利亚-拉曼恰托莱多省的一个市镇。总面积33平方公里，总人口1167人（2001年），人口密度35人/平方公里。